# Duc de Fronsac

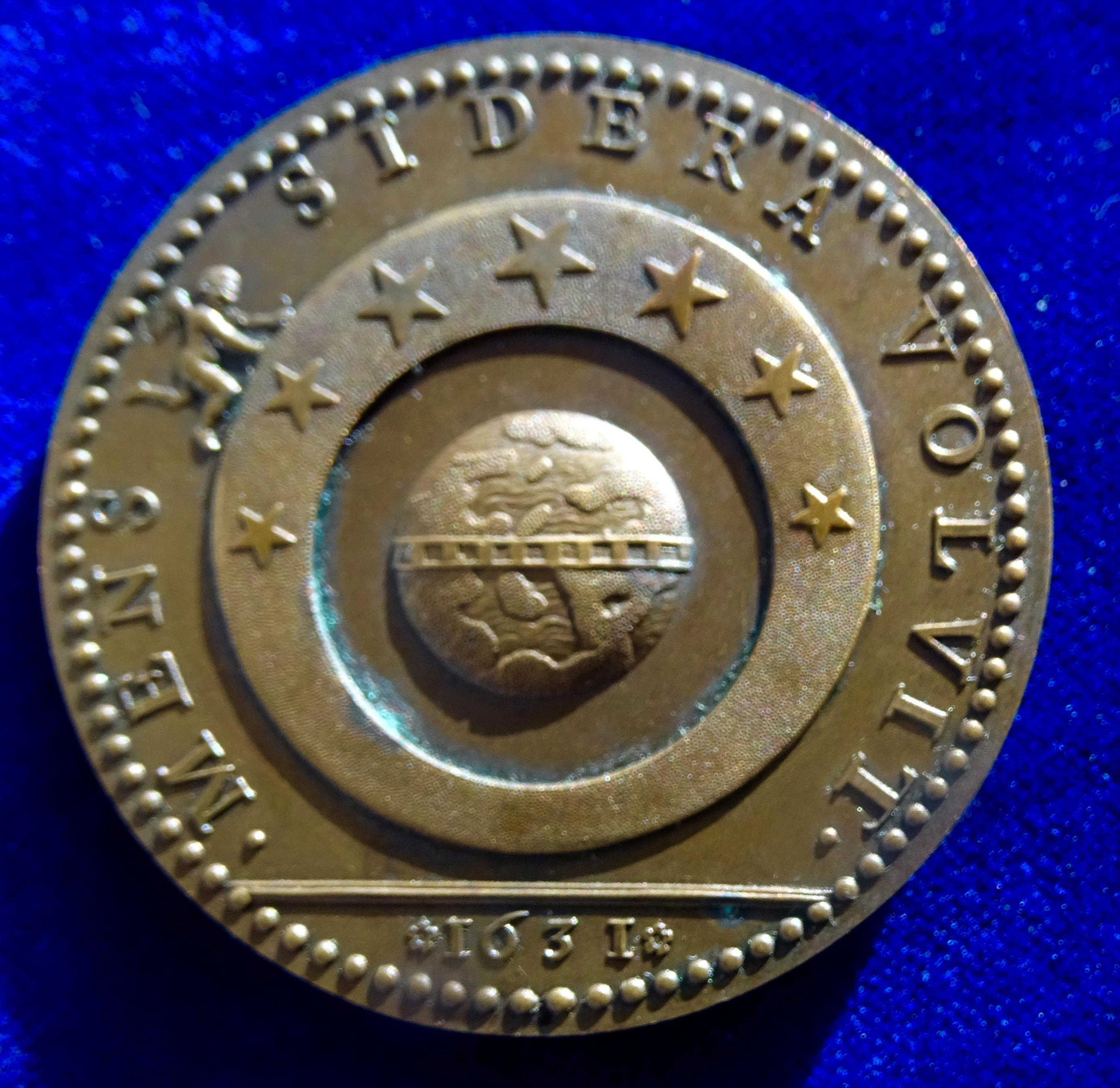
Médaillon de bronze de Armand Jean du Plessis, Cardinal-Duc de Richelieu et de Fronsac. 1631. Au revers, est écrit MENS SIDERA VOLVIT (Un génie dirige le jeu des planètes autour du monde).

La seigneurie de Fronsac a été érigée à deux reprises en duché entre le XVIIe siècle et le XIXe siècle.

## Première érection: 1608
Le titre de duc de Fronsac a d'abord été créé en 1608 pour les Orléans-Longueville, branche bâtarde des Valois. Il est éteint dans cette lignée dès 1631.
- 1608-1622 : Léonor d'Orléans-Longueville (1605-1622) : sa mère, Anne de Caumont (1574-1642), était marquise de Fronsac. N'ayant pas d'enfants, c'est son père qui hérite de son titre. Il meurt lors du siège de Montpellier.
- 1622-1631 : François III d'Orléans-Longueville (1570-1631), comte de Saint-Pol et duc de Château-Thierry. Il était le second fils de Léonor d'Orléans, duc de Longueville. Il hérite de son fils, mais n'ayant pas d'autres enfants, le titre s'éteint avec lui.

## Seconde érection: 1634
En 1634, le titre de duc de Fronsac est créé une seconde fois au profit du cardinal de Richelieu, déjà créé duc de Richelieu. Le titre de duc de Fronsac a souvent été utilisé par les ducs de Richelieu comme un titre d'attente destiné à l'héritier du duc de Richelieu.
- 1634-1642 : Armand Jean du Plessis, cardinal duc de Richelieu (1585-1642)
- 1642-1646 : Jean Armand de Maillé, marquis de Brézé (1613-1646), neveu du cardinal.
- 1646-1674 : Claire-Clémence de Maillé (1628-1694), sœur du précédent. Elle était l'épouse du Grand Condé, qui porta, lui aussi, le titre de duc de Fronsac. La princesse céda en 1674 le duché de Fronsac à son cousin Armand de Vignerot, duc de Richelieu.
- 1674-1696 (1674-1715) : Armand Jean de Vignerot du Plessis, duc de Richelieu (1629-1715)
- 1696-1736 (1715-1788) : Louis François Armand de Vignerot du Plessis, duc de Richelieu (1696-1788). Il n'hérite du duché qu'en 1715, mais porte le titre de duc de Fronsac depuis sa naissance.
- 1736-1788 (1788-1791) : Louis Antoine Sophie de Vignerot du Plessis, duc de Richelieu (1736-1791). Il n'hérite du duché qu'en 1788, mais porte le titre de duc de Fronsac depuis sa naissance.
- 1788-1822 (1791-1822) : Armand Emmanuel de Vignerot du Plessis, duc de Richelieu (1766-1822). Il n'hérite du duché qu'en 1791, mais porte le titre de comte de Chinon de sa naissance à 1788, puis celui de duc de Fronsac entre 1788 et 1791. Premier ministre français de 1815 à 1818 et de 1820 à 1821.